# Liste der Abgeordneten der konstituierenden Schleswig-Holsteinischen Landesversammlung
Diese Liste der Abgeordneten der konstituierenden Schleswig-Holsteinischen Landesversammlung 1848 bis 1850. Zu den Abgeordneten der Schleswig-Holsteinischen Landesversammlung 1850–1851 siehe Liste der Abgeordneten der Schleswig-Holsteinischen Landesversammlung (1850–1851).
| Titel                                      | Name                                                                        | Nr.          | Wahlbezirk             | Anmerkung |
| ------------------------------------------ | --------------------------------------------------------------------------- | ------------ | ---------------------- | --- |
| Kammerrat                                  | Johann Bernhard Behre                                                       | Holstein 1   | Altona                 | |
| Justizrath / Syndicus                      | Friedrich Christian Prehn                                                   | Holstein 1   | Altona                 | |
| Landvogt / Kaufmann                        | Gustav Wall                                                                 | Holstein 1   | Altona                 | |
| Advocat                                    | Moritz Wolf Warburg                                                         | Holstein 1   | Altona                 | |
| Institutslehrer                            | Bünger                                                                      | Holstein 1   | Altona                 | Nachwahl am 14. Juli 1849 |
| Sylter Landvogt                            | Schwen Hans Jensen                                                          | Holstein 2   | Kiel                   | Erneut gewählt in der Nachwahl vom 22. November 1848 |
| Staatsrath, Professor                      | Justus Olshausen                                                            | Holstein 2   | Kiel                   | Erneut gewählt in der Nachwahl vom 28. November 1849 |
| Advokat                                    | August Wichmann                                                             | Holstein 2   | Kiel                   | Schriftführer im Landtag / Nachwahl vom 13. Dezember 1848 / Nachfolger: Hedde? |
| Oberauditor                                | Adolf Friedrich von Brackel                                                 | Holstein 3   | Rendsburg              | War bereits vorher Mitglied in den Ständen / Schied Ende Dezember aus. |
| Kaufmann                                   | Johann Gottfried Petersen                                                   | Holstein 3   | Rendsburg              | Im Amtsblatt für die Herzogtümer Schleswig-Holstein, 4. August 1849 ist sein Rücktritt verzeichnet und Nachwahlen angeordnet                                                                  |
| Oberstleutnant                             | Garrelts                                                                    | Holstein 3   | Rendsburg              | Nachwahl am 14. August 1849 |
| Redakteur                                  | Otto Fock                                                                   | Holstein 3   | Rendsburg              | Nachwahl am 7./8. Januar 1850 |
| Etatsrat Professor                         | Niels Nikolaus Falck                                                        | Holstein 4   | Lunden                 | Er lehnte die Wahl im 10. Schleswigschen und 4. Holsteinischen Wahlbezirk ab, da er im 15 Schleswigschen gewählt wurde                                                                        |
| Kirchspielvogt                             | Johann Heim Niemand                                                         | Holstein 4   | Lunden                 | |
| Kirchspielvogt                             | Julius Emil Johannsen                                                       | Holstein 4   | Lunden                 | Nachwahl wegen Doppelwahl am 28./29. August 1848 |
| Advokat                                    | Johann Matthias Claussen                                                    | Holstein 5   | Heide                  | |
| Advokat                                    | Ernst Friedrich Christian Griebel                                           | Holstein 5   | Heide                  | |
| Gutsbesitzer                               | Richard Jens Ernst von Bruun-Neergaard                                      | Holstein 5   | Heide                  | Nachwahl am 2./3. Januar 1849 |
| Adkovat                                    | Wilhelm Eduard Wiggers                                                      | Holstein 5   | Heide                  | Nachwahl am 2./3. Januar 1849 |
| Dr.                                        | Hans Christian Dreis                                                        | Holstein 6   | Meldorf                | |
| Landvogt                                   | Carl Georg Heinrich Lempfert                                                | Holstein 6   | Meldorf                | |
| Dr. med.                                   | Emil F. Christiani                                                          | Holstein 7   | Marne                  | |
| Kaufmann                                   | Johann Anton Müllenhoff                                                     | Holstein 7   | Marne                  | |
| Kirchspielschreiber                        | Wilhelm Friedrich Christoph Hermann Lesser                                  | Holstein 7   | Marne                  | Nachwahl am 12. Februar 1849 |
| Advocat                                    | Hans Reimer Claussen                                                        | Holstein 7   | Marne                  | Nachwahl am 6. August 1849 |
| Justizrath                                 | Carl Friedrich Hermann Klenze                                               | Holstein 8   | Wilster                | War bereits vorher Mitglied in den Ständen |
| Pastor                                     | Heinrich Sönke Theodor Wolf                                                 | Holstein 8   | Wilster                | Rücktritt Anfang Juni 1848, Nachfolger: Pflueg |
| Hofbesitzer in Nordhusen                   | Nikolaus Moritz Pflueg                                                      | Holstein 8   | Wilster                | Nachwahl am 21. Juni 1849 für Wolf |
| Hofbesitzer                                | Hinrich Möller                                                              | Holstein 9   | Krempe                 | War bereits vorher Mitglied in den Ständen |
| Hofbesitzer                                | Jacob Scharmer                                                              | Holstein 9   | Krempe                 | War bereits vorher Mitglied in den Ständen |
| Regierungspräsident                        | Karl Philipp Francke                                                        | Holstein 9   | Krempe                 | Nachwahl am 31. August 1849 |
| Obergerichtsadvokat                        | Ludwig Peter Wilhelm von Prangen                                            | Holstein 10  | Glückstadt             | War bereits vorher Mitglied in den Ständen |
| Pastor                                     | Ludwig Carl Friedrich Schmidt                                               | Holstein 10  | Glückstadt             | |
| Tischlergeselle                            | Holst                                                                       | Holstein 10  | Glückstadt             | Nachwahl am 29./30. Juni 1849 |
| Pastor                                     | Gustav Waldemar Gardthausen                                                 | Holstein 11  | Elmshorn               | |
| Bäckermeister                              | Hans Greve                                                                  | Holstein 11  | Elmshorn               | |
| Advokat                                    | Dahms                                                                       | Holstein 11  | Elmshorn               | Nachwahl am 23. April 1849 |
| Hofbesitzer, Schäferhof bei Pinneberg      | Adolph Friedrich August Lübbe                                               | Holstein 12  | Pinneberg              | |
| Conferenzrath / Kanzleideputierter         | Bernhard Rathgen                                                            | Holstein 12  | Pinneberg              | Wiederwahl am 18. Mai 1849 |
| Rentner                                    | George Godfrey Booth                                                        | Holstein 13  | Wedel                  | |
| Schiffer                                   | Hans Schuldt                                                                | Holstein 13  | Wedel                  | |
| Advocat                                    | Jakob Guido Theodor Gülich                                                  | Holstein 14  | Wandsbek               | |
| Advocat                                    | Adolph Theodor Ohrt                                                         | Holstein 14  | Wandsbek               | War bereits vorher Mitglied in den Ständen |
| Amtsvorsteher                              | Christian Heinrich Rudolph Nicolaus Mannshardt                              | Holstein 15  | Lütjensee              | |
| Kanzleideputierter                         | Adolf von Warnstedt                                                         | Holstein 15  | Lütjensee              | Wiederwahl am 27. November 1849 |
| Graf                                       | Theodor von Reventlow-Jersbek                                               | Holstein 15  | Lütjensee              | Nachwahl am 16. November 1848 |
| Oberappellationsgerichtsrat                | Gustav Jacob Malmros                                                        | Holstein 15  | Lütjensee              | Nachwahl am 23. Mai 1849 |
| Landsasse                                  | Alexander Arnemann                                                          | Holstein 16  | Heidkrug               | War bereits vorher Mitglied in den Ständen |
| Hofbesitzer                                | Johann Achim Hüttmann                                                       | Holstein 16  | Heidkrug               | |
| Pastor                                     | Erasmus Carsten Bahnson                                                     | Holstein 17  | Oldesloe               | Schied im November 1848 aus |
| Justizrath                                 | Robert Christian Friedrich Wiedemann                                        | Holstein 17  | Oldesloe               | |
| Amtmann                                    | Jacobsen                                                                    | Holstein 17  | Oldesloe               | Nachwahl am 22. November 1848 |
| Advokat                                    | Schmidt von Leda                                                            | Holstein 17  | Oldesloe               | Nachwahl am 12./13. September 1849 |
| Advokat                                    | August Carl Georg Friederici                                                | Holstein 18  | Ahrensbök              | War bereits vorher Mitglied in den Ständen; Nachwahl wegen Doppelwahl am 11. August 1848 |
| Dr.                                        | Karl Lorentzen                                                              | Holstein 18  | Ahrensbök              | Er lehnte die Wahl im 9. holsteinischen Wahlbezirk ab, da er im 18. gewählt wurde. War bereits vorher Mitglied in den Ständen                                                                 |
| Prof. Dr.                                  | Jacob Asmussen                                                              | Holstein 19  | Segeberg               | Ausgeschieden im September 1849 |
| Obristleutnant Advocat                     | Peter Johann Koch                                                           | Holstein 19  | Segeberg               | Rücktritt Anfang Juni 1848, Nachfolger: von Kaup |
| Amtmann aus Husum                          | von Kaup                                                                    | Holstein 19  | Segeberg               | Nachwahl für Koch 6. Oktober 1849 |
| Bürochef                                   | Springer                                                                    | Holstein 19  | Segeberg               | Nachwahl am 16. Juni 1848 |
| Candidat                                   | Samuel Christoph Burchardi                                                  | Holstein 20  | Neustadt               | |
| Lehrer                                     | Marcus Schlichting                                                          | Holstein 20  | Neustadt               | |
| Advocat in Kiel                            | Richard von Neergaard                                                       | Holstein 20  | Neustadt               | Nachwahl 25. Mai 1849 |
| Pastor                                     | Heinrich Adolf Burchardi                                                    | Holstein 21  | Oldenburg              | |
| Professor Dr. jur.                         | Johannes Christiansen                                                       | Holstein 21  | Oldenburg              | War bereits vorher Mitglied in den Ständen |
| Bürgermeister                              | Thomsen                                                                     | Holstein 21  | Oldenburg              | Nachwahl am 29. Oktober 1849 |
| Schullehrer                                | Marcus Mester                                                               | Holstein 22  | Lütjenburg             | |
| Land., Candidat theol                      | Christian Wilhelm Gustav Rosenhagen                                         | Holstein 22  | Lütjenburg             | |
| Schullehrer                                | Johann Friedrich Kolls                                                      | Holstein 23  | Preetz                 | |
| Professor                                  | Johann Christian Ravit                                                      | Holstein 23  | Preetz                 | War bereits vorher Mitglied in den Ständen |
| Professor                                  | Lorenz von Stein                                                            | Holstein 23  | Preetz                 | Wurde in einer Nachwahl am 28. März 1850 gewählt |
| Advocat                                    | Hans Reimer Claussen                                                        | Holstein 24  | Schönberg              | wird als „Claussen aus Kiel“ geführt / Rücktritt nach der Verabschiedung der Verfassung |
| Oberappellationsgerichtsrat                | Alexander Friedrich Wilhelm Preusser                                        | Holstein 24  | Schönberg              | Auch Preußer, später Mitglied der gemeinsamen Regierung |
| Advokat                                    | Friedrich Hedde                                                             | Holstein 24  | Schönberg              | (radikaldemokratisch) in einer Nachwahl am 28./29. September 1848 für den ausgeschiedenen Advokat Wichmann aus Kiel, Nachwahl am 13. Dezember                                                 |
| Hufner                                     | Rohwer sen.                                                                 | Holstein 24  | Schönberg              | Nachwahl am 16./17. November 1848 Jürgen Rohwer? |
| Pastor                                     | Wilhelm Nicolaus Christian Hansen                                           | Holstein 25  | Barkau                 | |
|                                            | Adolf von Moltke                                                            | Holstein 25  | Barkau                 | War bereits vorher Mitglied in den Ständen |
| Pächter                                    | Friedrich August Hach                                                       | Holstein 26  | Flemhude               | |
| Landsasse                                  | Wilhelm Hirschfeld                                                          | Holstein 26  | Flemhude               | War bereits vorher Mitglied in den Ständen |
| Pastor                                     | Peter Friedrichsen                                                          | Holstein 27  | Hohenwestedt           | Nachfolger wurde Syndicus Prehn |
| Etatsrat Professor                         | Henning Ratjen                                                              | Holstein 27  | Hohenwestedt           | |
| Syndicus                                   | Prehn                                                                       | Holstein 27  | Hohenwestedt           | Nachwahl am 3. September 1849 Friedrich Christian Prehn? |
| Advocat                                    | Karl Friedrich Lucian Samwer                                                | Holstein 27  | Hohenwestedt           | Nachwahl am 5. November 1849 |
| Zimmermeister                              | Claus Riepen                                                                | Holstein 28  | Neumünster             | |
| Advocat                                    | Karl Friedrich Lucian Samwer                                                | Holstein 28  | Neumünster             | War bereits vorher Mitglied in den Ständen; Wiederwahl am 24. Mai 1849; Am 25. August 1849 wurde sein Mandat von der Landesversammlung als erloschen erklärt. Nachfolger wurde Major Hennings |
| Major                                      | Hennings                                                                    | Holstein 28  | Neumünster             | Nachwahl am 11. September 1849 |
| Hofbesitzer                                | Joachim Christoph Jebens                                                    | Holstein 29  | Schenefeld             | |
| Advocat                                    | Christian Matthissen                                                        | Holstein 29  | Schenefeld             | Wiederwahl am 26. Juni 1849 |
| Advocat                                    | Karl Friedrich Theodor Lobedanz                                             | Holstein 30  | Itzehoe                | |
| Obergerichtsadvokat                        | Georg Löck                                                                  | Holstein 30  | Itzehoe                | War bereits vorher Mitglied in den Ständen / Alterspräsident |
| Eisenbahndirektor                          | Theodor Olshausen                                                           | Holstein 30  | Itzehoe                | Nachwahl am 7. September 1848 |
| Bürgermeister Dr.                          | Georg Ludwig Balemann                                                       | Holstein 31  | Bramstedt              | War bereits vorher Mitglied in den Ständen |
| Bürgermeister                              | Heinrich Carl Esmarch                                                       | Holstein 31  | Bramstedt              | War bereits vorher Mitglied in den Ständen; auch Karl |
| Tierarzt                                   | Panje                                                                       | Holstein 31  | Bramstedt              | Nachwahl am 18. März 1850 |
| Advokat                                    | Ludolf Conrad Hannibal Bargum                                               | Holstein 32  | Ascheberg              | Er lehnte die Wahl im 12. Schleswigschen Wahlbezirk ab, da er im 32 holsteinischen gewählt wurde                                                                                              |
| Advocat                                    | August Friedrich Wiggers                                                    | Holstein 32  | Ascheberg              | |
| Justizrath, Bürgermeister                  | Christian Friedrich Callisen                                                | Schleswig 1  | Flensburg              | |
| Etatsrath                                  | Peter Lüders                                                                | Schleswig 1  | Flensburg              | |
| Propst                                     | Nicolaus Theodor Boysen                                                     | Schleswig 2  | Schleswig              | War bereits vorher Mitglied in den Ständen |
| Dr.                                        | Magnus Friedrich Steindorff                                                 | Schleswig 2  | Schleswig              | |
| Hofbesitzer                                | Johann Heinrich Becker                                                      | Schleswig 3  | Roagger                | Nahm die Wahl nicht an |
| Hofbesitzer                                | August Heinrich Posselt                                                     | Schleswig 3  | Roagger                | Nahm die Wahl nicht an |
| Hofbesitzer                                | Johann Friedrich Lorentzen                                                  | Schleswig 4  | Skrydstrup             | |
| Hardesvogt                                 | Carl Georg Andreas Thomsen                                                  | Schleswig 4  | Skrydstrup             | |
|                                            |                                                                             | Schleswig 5  | Christiansfeld         | Es fand keine Wahl statt |
|                                            |                                                                             | Schleswig 5  | Christiansfeld         | Es fand keine Wahl statt |
| Kanzleisekretär                            | Friedrich Claussen                                                          | Schleswig 6  | Hadersleben            | Claussen*, Georg Friedrich, Kanzlei- und Obergerichtssekretär, Schleswig (1806–1890) |
| Bürgermeister Dr.                          | Otto Andreas Meyer                                                          | Schleswig 6  | Hadersleben            | |
| Dr.                                        | Petrus Heinrich Karl Maack                                                  | Schleswig 7  | Apenrade               | |
| Advocat                                    | Friedrich Heinrich Jens Reiche                                              | Schleswig 7  | Apenrade               | |
| Pächter                                    | Peter Federsen                                                              | Schleswig 8  | Raepstedt              | |
| Kirchspielvogt                             | Thies Hansen Steenholdt                                                     | Schleswig 8  | Raepstedt              | War bereits vorher Mitglied in den Ständen |
| Dr.                                        | Karl Lorentzen                                                              | Schleswig 9  | Tondern                | Er lehnte die Wahl im 9. Wahlbezirk ab, da er im 18 gewählt wurde |
| Bürgermeister                              | Heinrich Carl Esmarch                                                       | Schleswig 9  | Tondern                | War bereits vorher Mitglied in den Ständen; auch Karl |
| Kaufmann                                   | Johannes Christian Todsen                                                   | Schleswig 9  | Tondern                | |
| Stadt- und Amtsphysicus                    | Georg Nicolaus Wülfke                                                       | Schleswig 9  | Tondern                | |
| Inspektor                                  | Carsten Carstens                                                            | Schleswig 10 | Dagebühl               | |
| Etatsrat Professor                         | Niels Nikolaus Falck                                                        | Schleswig 10 | Dagebühl               | Er lehnte die Wahl im 10. Schleswigschen und 4. Holsteinischen Wahlbezirk ab, da er im 15 schleswigschen gewählt wurde                                                                        |
| Pastor                                     | Jörgensen                                                                   | Schleswig 10 | Dagebühl               | Muss wohl eine Nachwahl sein |
| Dr. Jur.                                   | Carl Friedrich Heiberg                                                      | Schleswig 11 | Leck                   | |
| Pastor                                     | Hans Jacobsen                                                               | Schleswig 11 | Leck                   | auch Jakobsen |
| Advokat                                    | Ludolf Conrad Hannibal Bargum                                               | Schleswig 12 | Grevenstein            | Er lehnte die Wahl im 12. Schleswigschen Wahlbezirk ab, da er im 32 holsteinischen gewählt wurde                                                                                              |
| Obergerichtsrat                            | Friedrich Mommsen                                                           | Schleswig 12 | Grevenstein            | |
|                                            |                                                                             | Schleswig 13 | Eken                   | Es fand keine Wahl statt |
|                                            |                                                                             | Schleswig 13 | Eken                   | Es fand keine Wahl statt |
|                                            |                                                                             | Schleswig 14 | Sonderburg             | Es fand keine Wahl statt |
|                                            |                                                                             | Schleswig 14 | Sonderburg             | Es fand keine Wahl statt |
| Etatsrat Professor                         | Niels Nikolaus Falck                                                        | Schleswig 15 | Glücksburg (Grundtoft) | Er lehnte die Wahl im 10. Schleswigschen und 4. Holsteinischen Wahlbezirk ab, da er im 15 schleswigschen gewählt wurde                                                                        |
| Grundbesitzer                              | Carl Friedrich Vollertsen                                                   | Schleswig 15 | Glücksburg (Grundtoft) | War bereits 1838 Mitglied in den Ständen |
| Pastor                                     | Lorenz Lorenzen                                                             | Schleswig 16 | Flensburg-Land         | War bereits vorher Mitglied in den Ständen |
| Advocat                                    | Christian Rönnenkamp                                                        | Schleswig 16 | Flensburg-Land         | War bereits vorher Mitglied in den Ständen |
| Oberfachwalter / Obersachwalter            | Carl Friedrich Ferdinand Hancke                                             | Schleswig 17 | Fahrenstedt            | |
| Amtmann                                    | Friedrich Nicolaus von Liliencron                                           | Schleswig 17 | Fahrenstedt            | |
| Pastor                                     | Georg Johann Theodor Lau                                                    | Schleswig 18 | Bredstedt              | Rücktritt Anfang Juni 1848, Nachfolger wurde Ingwersen |
| Landmesser                                 | Ingwersen                                                                   | Schleswig 18 | Bredstedt              | Nachwahl für Lau |
| Deichinspektor                             | Hermann Petersen                                                            | Schleswig 18 | Bredstedt              | Lehnte die Wahl im 19. Distrikt ab, da er bereits im 18. Gewählt war |
| Deichinspektor                             | Hermann Petersen                                                            | Schleswig 19 | Husum                  | Lehnte die Wahl im 19. Distrikt ab, da er bereits im 18. Gewählt war |
| Regierungsrat                              | Andreas Paul Adolph von Harbou                                              | Schleswig 19 | Husum                  | |
| Senator                                    | Peter Hinrich Rehder                                                        | Schleswig 19 | Husum                  | War bereits vorher Mitglied in den Ständen |
| Obergerichtsrat / Etatsrath                | Jacob Nickels                                                               | Schleswig 19 | Husum                  | Muss wohl eine Nachwahl sein |
| Obergerichtsrat                            | Hans Adolph Bernhard Caspar Kamphövener                                     | Schleswig 20 | Tönning                | |
| Dr. med.                                   | Heinrich Christian Thomsen                                                  | Schleswig 20 | Tönning                | |
| Justizrat / Etatsrath / Aktuar Amt Gottorf | Ulrich Ernst Fries                                                          | Schleswig 21 | Friedrichstadt         | War bereits vorher Mitglied in den Ständen |
| Landinspektor                              | Heinrich Tiedemann                                                          | Schleswig 21 | Friedrichstadt         | |
| Amtmann                                    | Friedrich Carl Jacobsen                                                     | Schleswig 22 | Rendsburg-Land         | |
| Landvogt                                   | Carl Volquardts                                                             | Schleswig 22 | Rendsburg-Land         | |
| Prinz                                      | Prinz Friedrich von Augustenburg                                            | Schleswig 22 | Rendsburg-Land         | Ausgeschieden im September 1849 |
| Müller                                     | Heinrich Tiedemann                                                          | Schleswig 23 | Fleckebye              | |
| Dr. Jur.                                   | Georg Karl Müller                                                           | Schleswig 23 | Fleckebye              | War bereits vorher Mitglied in den Ständen |
| Müller                                     | Töge Lorenzen                                                               | Schleswig 23 | Fleckebye              | |
| Dr.                                        | Karl Friedrich Ulrich Prien                                                 | Schleswig 24 | Kappele                | |
| Parzellist                                 | Georg August Ziese                                                          | Schleswig 24 | Kappele                | |
| Pastor                                     | Nicolaus Friedrich Moritzen                                                 | Schleswig 25 | Siesebye               | War bereits vorher Mitglied in den Ständen |
| Graf                                       | Theodor von Reventlow-Jersbek                                               | Schleswig 25 | Siesebye               | War bereits vorher Mitglied in den Ständen |
| Dr.                                        | Wilhelm Hans Ahlmann                                                        | Schleswig 26 | Eckernförde            | |
| Herzog                                     | Christian August von Schleswig-Holstein-Sonderburg-Augustenburg (1798–1869) | Schleswig 26 | Eckernförde            | |
| Justizrath                                 | August Ferdinand von Leesen                                                 | Schleswig 27 | Burg/Fehmarn           | War bereits vorher Mitglied in den Ständen |
|                                            |                                                                             | Schleswig 28 | Aroeskjöping           | Es fand keine Wahl statt |